# Flotta della Zhongguo Renmin Jiefangjun Haijun (Repubblica Popolare Cinese)
Segue un elenco della unità componenti la flotta della Marina militare della Repubblica Popolare Cinese al 2022.

## Unità di superficie
| Classe                | Immagine  | Origine   | Tipo                            | Dislocamento    | Progetto                 | In servizio (al 2024) | Note                                           |
| Portaerei             | Portaerei | Portaerei | Portaerei                       | Portaerei       | Portaerei                | Portaerei             | Portaerei                                      |
| --------------------- | --------- | --------- | ------------------------------- | --------------- | ------------------------ | --------------------- | ---------------------------------------------- |
| Fujian                |           | Cina      | portaerei CATOBAR               | 80.000 t        | Type 003                 | -                     | Varata, in allestimento                        |
| Shandong              |           | Cina      | portaerei STOBAR                | 65.000 t        | Type 002                 | 1                     |                                                |
| Liaoning              |           | URSS      | portaerei STOBAR                | 60.000 t        | Classe Admiral Kuznetsov | 1                     |                                                |
| Incrociatori          |           |           |                                 |                 |                          |                       |                                                |
| Renhai                |           | Cina      | incrociatore missilistico       | 13.000 t        | 055                      | 8                     | ulteriori 2 varate, 6 in costruzione           |
| Cacciatorpediniere    |           |           |                                 |                 |                          |                       |                                                |
| Luyang III            |           | Cina      | cacciatorpediniere missilistico | 7.500 t         | 052D                     | 25                    | 3 in corso di test, ulteriori 4 in costruzione |
| Luyang II             |           | Cina      | cacciatorpediniere missilistico | 7.000 t         | 052C                     | 6                     |                                                |
| Luzhou                |           | Cina      | cacciatorpediniere missilistico | 7.100 t         | 051C                     | 2                     |                                                |
| Luyang I              |           | Cina      | cacciatorpediniere missilistico | 5.850 t         | 052B                     | 2                     |                                                |
| Luhai                 |           | Cina      | cacciatorpediniere missilistico | 6.100 t         | 051B                     | 1                     |                                                |
| Luhu                  |           | Cina      | cacciatorpediniere              | 4.800 t         | 052                      | 2                     |                                                |
| Sovremmenny           |           | URSS      | cacciatorpediniere              | 6.200 t         | 956E 956EM               | 2 2                   |                                                |
| Fregate               |           |           |                                 |                 |                          |                       |                                                |
| Jiangkai              |           | Cina      | fregata missilistica            | 4.200 t 3.900 t | 054A 054                 | 41 2                  | 2 054B in costruzione                          |
| Jiangwei II Jianghu V |           | Cina      | fregata                         | 2.400 t 2.000 t | 053H3 053H1G             | 8 2                   |                                                |
| Corvette              |           |           |                                 |                 |                          |                       |                                                |
| Jiangdao              |           | Cina      | corvetta missilistica           | 2.500 t         | 056A                     | 49                    |                                                |
| Houjian               |           | Cina      | corvetta                        | 520 t           | 037II                    | 6                     |                                                |
| Houxin                |           | Cina      | corvetta                        | 478 t           | 037IG                    | 18                    |                                                |
| Haiqing               |           | Cina      | corvetta                        |                 | 037IS                    | 26                    |                                                |
| Houbei                |           | Cina      | corvetta                        | 220 t           | 22                       | 60                    |                                                |
| Shanghai III          |           | Cina      | corvetta                        | 170 t           | 062I                     | 17                    |                                                |
| Cacciamine            |           |           |                                 |                 |                          |                       |                                                |
| Wochi                 |           | Cina      | cacciamine                      | 1.200 t         | 81 081A                  | 4 10                  |                                                |
| Wozang                |           | Cina      | cacciamine                      | 575 t           | 082II                    | 6                     |                                                |
| Wosao II              |           | Cina      | cacciamine                      | 400 t           | 082I                     | 12                    |                                                |
| Wosao                 |           | Cina      | cacciamine                      | 400 t           | 082                      | 4                     |                                                |
| Wonang                |           | Cina      | cacciamine                      | 100 t           | 529                      | 21                    |                                                |
| Navi da sbarco        |           |           |                                 |                 |                          |                       |                                                |
| Yushen                |           | Cina      | LHD                             | 40.000 t        | 075                      | 3                     |                                                |
| Yuzhao                |           | Cina      | LPD                             | 25.000 t        | 071                      | 8                     |                                                |
| Yuting III            |           | Cina      | LPD                             | 4.800 t         | 072A                     | 15                    |                                                |
| Yuting II             |           | Cina      | LPD                             | 4.800 t         | 072III                   | 10                    |                                                |
| Yukan                 |           | Cina      | LPD                             | 4.170 t         | 072II                    | 3                     |                                                |
| Yunshu                |           | Cina      | LPD                             | 2.000 t         | 073A                     | 10                    |                                                |
| Yudeng                |           | Cina      |                                 | 1.850 t         | 073III                   | 1                     |                                                |
| Yubei                 |           | Cina      |                                 | 700 t           | 074A                     | 11                    |                                                |
| Yuhai                 |           | Cina      |                                 | 700 t           | 074                      | 12                    |                                                |
| Yulü                  |           | Cina      |                                 | 700 t           | 271IIIA                  | 5                     |                                                |
| Navi anfibie          |           |           |                                 |                 |                          |                       |                                                |
| Yuyi                  |           | Cina      |                                 | 160 t           | 726 726A                 | 3 12                  |                                                |
| Pomornik              |           | URSS      | LCAC                            | 555 t           | Pomornik                 | 6                     |                                                |

## Unità sommergibili
| Classe                                                              | Immagine                                                            | Origine                                                             | Tipo                                                                | Dislocamento                                                        | Progetto                                                            | In servizio                                                         | Note                                                                |
| Sottomarini lanciamissili balistici nucleari a propulsione nucleare | Sottomarini lanciamissili balistici nucleari a propulsione nucleare | Sottomarini lanciamissili balistici nucleari a propulsione nucleare | Sottomarini lanciamissili balistici nucleari a propulsione nucleare | Sottomarini lanciamissili balistici nucleari a propulsione nucleare | Sottomarini lanciamissili balistici nucleari a propulsione nucleare | Sottomarini lanciamissili balistici nucleari a propulsione nucleare | Sottomarini lanciamissili balistici nucleari a propulsione nucleare |
| ------------------------------------------------------------------- | ------------------------------------------------------------------- | ------------------------------------------------------------------- | ------------------------------------------------------------------- | ------------------------------------------------------------------- | ------------------------------------------------------------------- | ------------------------------------------------------------------- | ------------------------------------------------------------------- |
| Jin                                                                 |                                                                     | Cina                                                                | SSBN                                                                | 11.000 t                                                            | Type 094 Type 094A                                                  | 2 4                                                                 |                                                                     |
| Sottomarini lanciamissili balistici a propulsione convenzionale     |                                                                     |                                                                     |                                                                     |                                                                     |                                                                     |                                                                     |                                                                     |
| Qing                                                                |                                                                     | Cina                                                                | SSBK                                                                | 6.600 t                                                             | 032                                                                 | 1                                                                   |                                                                     |
| Sottomarini d'attacco a propulsione nucleare                        |                                                                     |                                                                     |                                                                     |                                                                     |                                                                     |                                                                     |                                                                     |
| Shang                                                               |                                                                     | Cina                                                                | SSN                                                                 | 6.100 t                                                             | 093 093A 093B                                                       | 2 7 0                                                               | 4 093B in corso di prove in mare, 1 in costruzione                  |
| Sottomarini d'attacco a propulsione convenzionale                   |                                                                     |                                                                     |                                                                     |                                                                     |                                                                     |                                                                     |                                                                     |
| Kilo                                                                |                                                                     | URSS Russia                                                         | SSK                                                                 | 3.100 t                                                             | 877EKM 636 636M                                                     | 2 8                                                                 |                                                                     |
| Yuan                                                                |                                                                     | Cina                                                                | SSK                                                                 | 3.600 t                                                             | Type 039A Type 039B Type 039C                                       | 4 13 1                                                              | ULTERIORI 2 UNITà 039C in costruzione                               |
| Song                                                                |                                                                     | Cina                                                                | SSK                                                                 | 2.200 t                                                             | Type 039 Type 039G Type 039G1                                       | 6 1                                                                 |                                                                     |
| Ming                                                                |                                                                     | Cina                                                                | SSK                                                                 | 2.100 t                                                             | Type 035 Type 035B                                                  | 3 2                                                                 |                                                                     |

## Navi ausiliarie
Alle navi sopra riportate occorre aggiungere le imbarcazioni da guerra (di tipo missile boat, torpedo boat e gun boat), le navi da intelligence, le navi da salvataggio, le navi da sorveglianza delle frontiere e le navi ausiliarie (da trasporto, idrografiche, di servizio, rimorchiatori, ect.). 
Di seguito proponiamo una tabella di riepilogo delle classi principali:
| Classe             | Origine | Tipo               | Progetto  | Dislocamento | In servizio (al 2021) | Note |
| ------------------ | ------- | ------------------ | --------- | ------------ | --------------------- | ---- |
| Classe Dongdiao II | Cina    | nave spia          | Type 815A | 6.600 t      | 8                     |      |
| Dongdiao I         | Cina    | nave spia          | Type 815  | 6.600 t      | 1                     |      |
| Shupang            | Cina    | nave idrografica   | Type 636A | -            | 9                     |      |
| Kanhai             | Cina    | nave idrografica   | Type 639A | 4.400 t      | 6                     |      |
| Dongjian           | Cina    | nave oceanografica | Type 927  | 5.000 t      | 4                     |      |
| Yanrao             | Cina    | nave rompighiaccio | Type 272  | 4.860 t      | 2                     |      |
| Fuyu               | Cina    | nave rifornimento  | Type 901  | 48.000 t     | 2                     |      |
| Danyao II          | Cina    | nave rifornimento  | Type 904B | 15.000 t     | 2                     |      |
| Danyao             | Cina    | nave rifornimento  | Type 904A | 15.000 t     | 1                     |      |
| Dayun              | Cina    | nave rifornimento  | Type 904  | 11.000 t     | 1                     |      |
| Fuchi I            | Cina    | nave rifornimento  | Type 903  | 25.000 t     | 2                     |      |
| Fuchi II           | Cina    | nave rifornimento  | Type 903A | 25.000 t     | 8                     |      |
| Fusu               | Cina    | nave rifornimento  | Type 908  | 37.000 t     | 1                     |      |